# 穆斯塔法·阿迪布
穆斯塔法·阿迪卜·阿卜杜勒·瓦赫德（1972年8月30日—）是黎巴嫩政治人物、律师、教育家、学者，拥有法学和政治学博士学位。

## 早年生活
曾在黎巴嫩和法国的大学任教以及担任黎巴嫩总理纳吉布·米卡提顾问。2013年至2020年間担任黎巴嫩驻德国大使。2020年8月31日，他被选为黎巴嫩总理，接替因貝魯特大爆炸宣佈辭職的前總理哈桑·迪亞布。

## 政治生涯

### 黎巴嫩总理（2020年）
2020年8月31日，穆斯塔法被选为黎巴嫩总理，接替貝魯特大爆炸宣佈辭職的前總理哈桑·迪亞布。穆斯塔法上任后，法国总统马克龙二度访问首都贝鲁特，并向穆斯塔法提出一项「草稿计划」，以推动黎巴嫩的宗派改革以及结束数十年的腐败和管理不善的需求达成共识。穆斯塔法保证黎巴嫩各派承诺在两周之内建立一个具有改革意识的政府。
9月26日，穆斯塔法试图提出新内阁团队名单，遭到黎巴嫩两大政党艾玛尔及真主党阻挠，在会晤黎巴嫩总统米歇尔·奥恩后宣布辭職。穆斯塔法在电视讲话中说：「我无法继续筹组政府的任务，敬请让我卸下重任。」他向黎巴嫩人民致歉，表示他「无力实现人民的愿望，组成改革团队拯救这个国家」。
法国总统马克龙对此指责黎巴嫩的政治人物只是追求私利，而不是国家利益。